# إدارة يورو
مقاطعة يورو (Yoro) هي واحدة من 18 مقاطعة مكونة للهندوراس
تحتوي على الأراضي الزراعية الغنية، التي تتركز بشكل رئيسي على وادي نهر أغوان (بالإسبانية: Aguán)‏، ووادي سولا على الطرف الآخر.
مساحة المقاطعة الاجمالية 7,939 كيلومتر مربع، وفي عام 2005، كان يقدر عدد سكانها 503.886 نسمة.